# Stefania Prestigiacomo
Stefania Prestigiacomo (Siracusa, 16 dicembre 1966) è una politica italiana.
È stata deputata alla Camera dal 15 aprile 1994 al 12 ottobre 2022 per Forza Italia e Il Popolo della Libertà, ministro per le pari opportunità nei governi Berlusconi II e III e ministro dell'ambiente e della tutela del territorio e del mare del governo Berlusconi IV.

## Biografia
Nasce a Siracusa in una famiglia di imprenditori. È la secondogenita, dopo la sorella Maria Pia, di Giuseppe Prestigiacomo e Sebastiana Lombardo, nonché nipote dell'ex presidente della Regione Siciliana Santi Nicita. È sposata con Angelo Bellucci, notaio, già coordinatore provinciale di Forza Italia, e ha un figlio: Gian Maria.
Nel 1990, a soli 23 anni, è stata eletta presidente del Gruppo Giovani Imprenditori di Siracusa. Prima di entrare in politica votava per la Democrazia Cristiana ma, allo stesso tempo, era pure vicina alle battaglie del Partito Radicale di Marco Pannella.
Ha conseguito la laurea triennale in scienze dell'amministrazione presso la Libera Università Maria Santissima Assunta di Roma.

## Carriera politica

### Elezione alla Camera

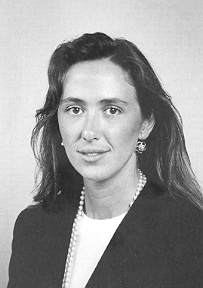
Stefania Prestigiacomo nel 1994

Con la discesa in campo nella politica di Silvio Berlusconi aderisce a Forza Italia, con cui alle elezioni politiche del 1994 Prestigiacomo viene eletta alla Camera dei deputati, nella circoscrizione Sicilia 2, nelle quote proporzionali di Forza Italia.
È stata componente della Commissione lavoro pubblico e privato, componente della commissione speciale per l'infanzia e membro supplente del Consiglio d'Europa e dell'UEO.
Nel corso della legislatura è stata, fra l'altro, firmataria della legge contro la violenza sessuale sulle donne. È la legge che ha trasformato il reato di violenza sessuale da "delitto contro la moralità pubblica e il buon costume", in reato "contro la persona".
Due anni dopo, alle elezioni del 1996 è stata rieletta alla Camera, stavolta col sistema maggioritario, nel collegio uninominale di Siracusa.
In questi anni, governati dalla coalizione opposta, ha ricoperto l'incarico di vicepresidente del gruppo parlamentare di Forza Italia a Montecitorio, di componente della commissione lavoro pubblico e privato e di membro del gruppo interparlamentare Italia-Spagna.
Dal 1998 al 1999 è consigliere comunale di Siracusa nelle liste di Forza Italia.
La sua carriera di deputato prosegue anche alle successive elezioni del 2001, quando si aggiudica nuovamente il seggio nel collegio uninominale di Siracusa con il contrassegno della Casa delle Libertà.
È stata rieletta alla Camera dei Deputati, nella circoscrizione Sicilia 2,  sia nel 2006 (XV Legislatura) che nel 2008 (XVI Legislatura).

### Ministro per le pari opportunità
Nel 2001 il Presidente del Consiglio Berlusconi l'ha scelta, a 34 anni, come Ministro per le pari opportunità, incarico mantenuto sino al 3 maggio 2006 con la fine del Governo Berlusconi III. È stata tra i più giovani ministri della storia della Repubblica. Nominata ministro durante la sua gravidanza, ha partorito alla fine del 2001.

#### Modifica dell'art. 51 della Costituzione
Nel 2003 ha proposto e promosso l'approvazione da parte del parlamento della modifica dell'art. 51 della Costituzione sull'uguaglianza fra i sessi nell'accesso alle cariche elettive e ai pubblici uffici con l'inserimento nel dettato costituzionale della frase: “A tal fine la Repubblica promuove con appositi provvedimenti le pari opportunità tra donne e uomini”.

#### Leggi promosse e le battaglie per i diritti delle donne
Nel corso dei cinque anni da ministro, Stefania Prestigiacomo ha promosso l'approvazione di leggi a tutela delle donne e dei soggetti deboli fra cui: la legge sulle mutilazioni genitali femminili; la legge sulla pedopornografia che ha introdotto il reato della pedopornografia on line; la legge contro la riduzione in servitù e schiavitù che affronta anche la piaga della prostituzione coatta; la legge contro le discriminazioni per le origini etniche. Da Ministro per le Pari opportunità Stefania Prestigiacomo ha istituito l'UNAR (Ufficio contro le discriminazioni razziali) e servizio telefonico "1522" a sostegno delle donne vittime di violenza intra ed extra familiare e di stalking.
Stefania Prestigiacomo si è battuta nel 2005 a favore dei referendum sulla procreazione assistita e per l'introduzione delle quote rosa al fine di garantire la rappresentanza femminile nelle assemblee elettive. L'obiettivo è stato raggiunto per il parlamento europeo mentre per il parlamento nazionale la legge venne approvata dal Senato ma non dalla Camera a fine legislatura. La battaglia sulla rappresentanza femminile ha indotto comunque molti partiti a introdurre il principio delle pari opportunità nei loro statuti e il numero delle donne nel parlamento eletto nel 2008 è stato il più alto della storia della Repubblica.

### Ministro dell'ambiente

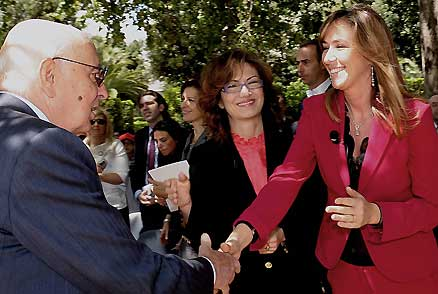
Prestigiacomo assieme a Mariastella Gelmini con il Presidente della Repubblica Giorgio Napolitano nei giardini del Quirinale per la festa di Primavera

Ricandidata e rieletta deputata alla Camera per la quinta volta alle politiche del 2008, dove Berlusconi porta alla vittoria per la terza volta il centro-destra, l'8 maggio 2008 diventa Ministro dell'ambiente e della tutela del territorio e del mare nel quarto governo Berlusconi giurando nelle mani del Presidente della Repubblica Giorgio Napolitano, incarico che mantenne fino alla fine dell'esecutivo il 16 novembre 2011.
Nel corso del suo triennio al governo, l'Italia ha approvato la strategia europea per la riduzione dei gas serra, il cosiddetto "20-20-20". È stato anche avviato, dopo anni di attesa e di rinvii il divieto di uso per i sacchetti di plastica non biodegradabile. È stata modificata la normativa sulle trivellazioni petrolifere off-shore introducendo limiti molto più rigidi per le estrazioni degli idrocarburi in mare. È stato varato il piano nazionale di prevenzione per il dissesto idrogeologico. Sono state velocizzate le procedure autorizzative per le autorizzazioni integrate ambientali (AIA).
Nel 2009 l'Italia ha ospitato il G8 ambiente nel corso del quale è stata approvata la "Carta di Siracusa" per la tutela della biodiversità.

### Attriti col PdL e ingresso in FI
Prestigiacomo in più occasioni si è segnalata per la sua autonomia di giudizio, come conferma la linea adottata sul referendum sulla fecondazione assistita dove si schierò a favore dell'abrogazione della legge in contrasto con la linea maggioritaria adottata dal PdL. E più volte, in altre occasioni non ha risparmiato critiche nei confronti delle posizioni del suo partito o della maggioranza.
A settembre 2012, in vista delle elezioni regionali in Sicilia di quell'anno, prende le distanze dalla gestione del partito e dai metodi adottati nella definizione delle liste.
Il 16 novembre 2013, con la sospensione delle attività del Popolo della Libertà, aderisce alla rinascita di Forza Italia.

### Vicepresidente della Commissione Bilancio
Alle elezioni politiche del 2018 viene ricandidata alla Camera, tra le liste di Forza Italia nel collegio plurinominale Sicilia 2 - 03, venendo eletta per la settima volta deputata. Nella XVIII legislatura della Repubblica è stata componente e vicepresidente della 5ª Commissione Bilancio, tesoro e programmazione.
Il 4 novembre 2020, insieme a quattro colleghi di partito Giusi Bartolozzi, Elio Vito, Matteo Perego e Renata Polverini, vota a favore del disegno di legge a prima firma del deputato Alessandro Zan (PD) "Misure di prevenzione e contrasto della discriminazione e della violenza per motivi fondati sul sesso, sul genere, sull'orientamento sessuale, sull'identità di genere e sulla disabilità" per contrastare l’omotransfobia, in dissenso dal suo gruppo, che vota contro.
Alle elezioni politiche anticipate del 2022, dopo che le è stato preferito Renato Schifani come candidato alla presidenza della Regione Sicilia, viene candidata al Senato della Repubblica come capolista nel collegio plurinominale Sicilia - 02, ma non riuscirà ad essere eletta lasciando il Parlamento dopo 28 anni ininterrotti e dando addio alla politica attiva.

## Procedimenti giudiziari
Nell'ottobre 2009 è stata indagata dalla procura di Roma per l'ipotesi di reato di peculato in relazione all'uso della carta di credito del ministero di cui era titolare. Il procedimento è stato archiviato nel gennaio 2010 dal tribunale dei ministri, che ha accertato l'uso legittimo della carta di credito ministeriale.